# Elvira Clemens

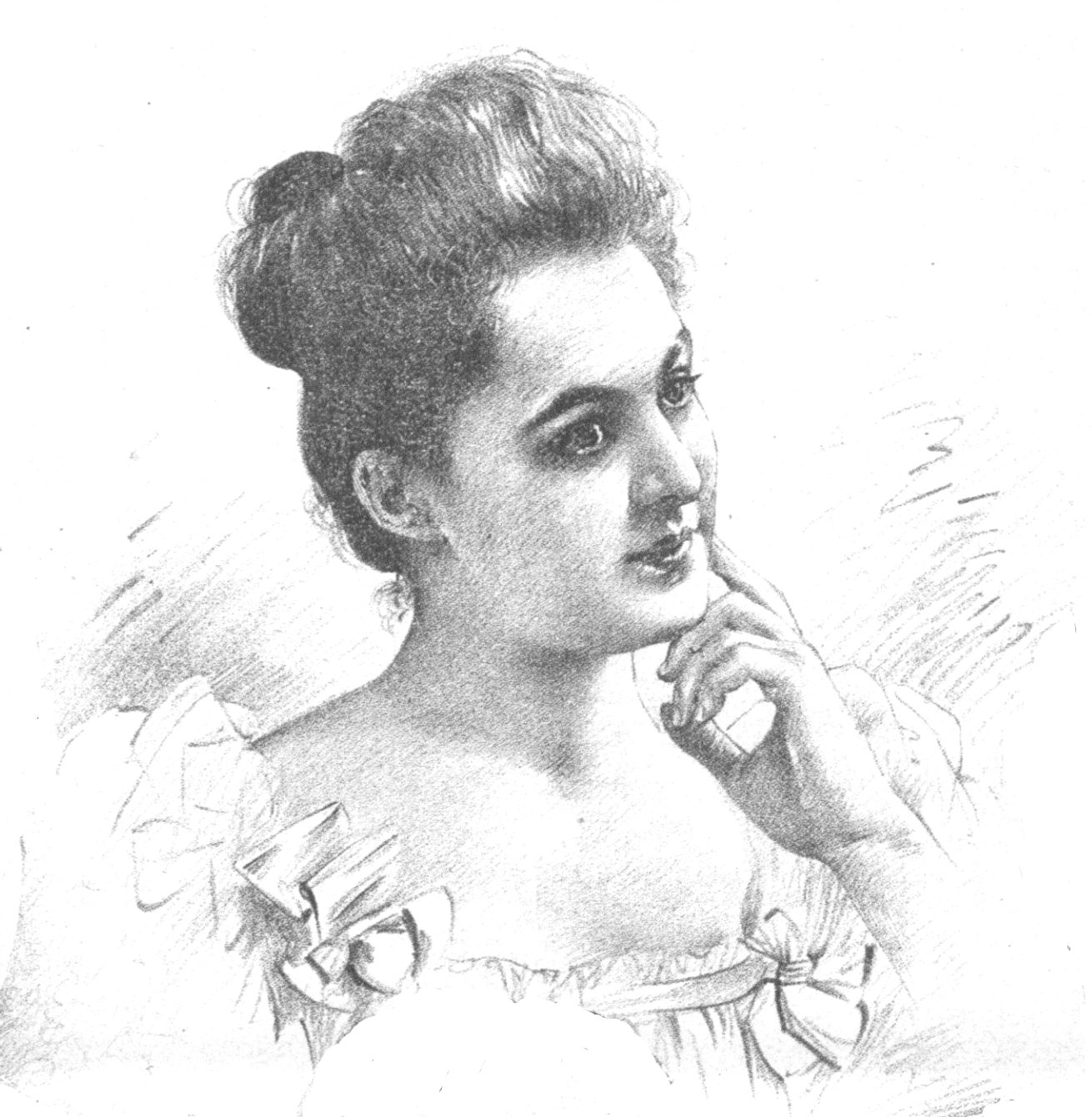
Elvira Clemens im Jahre 1894

Elvira Clemens (* 29. Juni 1878 in Wien; † 27. Mai 1951) war eine österreichische Theaterschauspielerin.

## Leben
Da Clemens schon als Kind eine entschiedene Begabung für die Bühne verriet, so versuchte sie sich frühzeitig als Schauspielerin. Mit 15 Jahren betrat sie in New York zum ersten Mal die Bretter am Irving-Place-Theater, wo sie besonders als „Linerl“ in Gefallene Engel und „Rita“ im Talisman von Ludwig Fulda gefiel.
Die Kinderschutzgesellschaft wollte sie am Auftreten verhindern und konnte Clemens ihre Bühnentätigkeit erst fortsetzen, als sie den Beweis erbrachte, dass sie durch ihren Schauspielerberuf den Lebensunterhalt für sich und die sie begleitende Mutter bestreite.
Nach Europa zurückgekehrt wurde sie 1894 Mitglied des Raimundtheaters, kam 1895 ans Residenztheater in Hannover, wo sie als „Rosi“ in der Schmetterlingsschlacht von Hermann Sudermann debütierte und drei Jahre erfolgreich wirkte, 1898 ans Berliner Lessingtheater (Antrittsrolle „Dauphin“ in Pamela von Victorien Sardou) und 1899 ans Hofburgtheater (Antrittsrollen am 2. Mai und 3. Mai als „Rosi“ in der Schmetterlingsschlacht und „Lisbeth“ in Jugendfreunde von Ludwig Fulda).
Clemens war eine vorzügliche Vertreterin naiver Liebhaberinnen, die Anmut ihrer Erscheinung, der zu Herzen gehende Ton ihres angenehmen Organs, die Wärme und Innerlichkeit ihres munteren wohl akzentuierten Spiel und die scharfe Intelligenz, mit der sie des Dichters Wort zu natürlichem, sympathischen Ausdruck brachte, befähigten sie in trefflicher Weise zur Darstellung junger Mädchen im Lust- wie im Schauspiel. Aus der Reihe ihrer belobten Leistungen seien genannt „Christine“ und „Mizzi“ in Liebelei, „Abigail“, „Duczi“ in Letzte Liebe von L. Duczi, „Hermia“ im Ein Sommernachtstraum, „Hannele“ in Hanneles Himmelfahrt, „Kleiner Lord“, „Annchen“ (Jugend von Max Halbe).
Elvira Clemens war mit dem Schauspielkollegen Ewald Bach verheiratet, ihre Schwester Martha Clemens war gleichfalls Schauspielerin.